# Copa del Món de futbol sub-20
La Copa del Món de futbol sub-20 és el campionat mundial de futbol per a jugadors més joves de 20 anys. És organitzat per la Fédération Internationale de Football Association (FIFA) i té lloc cada dos anys.

## Principals jugadors participants
Sovint, alguns dels jugadors de més renom han passat per aquest torneig. És el cas de:

L'any 1979 fou proclamat millor jugador del Campionat el jugador del Futbol Club Barcelona, Joan Carles Pérez Rojo per davant de Diego Maradona
 Bebeto, Dunga (1983)
 Romário, René Higuita, José Luis Chilavert (1985)
 Davor Šuker, Robert Prosinečki (1987)
 Paulo Sousa, Fernando Couto, João Manuel Vieira Pinto, Sonny Anderson, Santiago Cañizares, Ismael Urzaiz, Diego Simeone, Oleg Salenko (1989)
 Rui Costa, Luís Figo, Dwight Yorke (1991)
 Samuel Kuffour (1993)
 Nwankwo Kanu, David Trézéguet, Thierry Henry, Juan Román Riquelme, Pablo Aimar, Esteban Cambiasso, Michael Owen, Damien Duff (1997)
 Ronaldinho, Xavi Hernández, Iker Casillas, Rafael Márquez (1999)
 Arjen Robben, Adriano, Michael Essien, Javier Saviola (2001)
 Andres Iniesta, Carlos Tevez, Javier Mascherano (2003)
Cesc Fàbregas, Matias Fernandez, John Mikel Obi, Lionel Messi (2005)
 Sergio Aguero, Freddy Adu, Diego Capel, Gerard Pique, Giovanni Dos Santos i Ángel Di María (2007).

## Classificació
Cada selecció es classifica a través d'un campionat organitzat per la seva confederació.
| Confederació                              | Campionat                       |
| ----------------------------------------- | ------------------------------- |
| AFC (Àsia)                                | Copa de l'AFC sub-20            |
| CAF (Àfrica)                              | Copa d'Àfrica sub-20            |
| CONCACAF (Nord, Centreamèrica i el Carib) | Campionat de la CONCACAF sub-20 |
| CONMEBOL (Sud-amèrica)                    | Campionat sud-americà sub-20    |
| OFC (Oceania)                             | Campionat Sub-20 de l'OFC       |
| UEFA (Europa)                             | Campionat d'Europa sub-19       |

## Resultats

### Resums
| 1977 detalls | Tunísia                       | URSS        | 2–2 (9-8 als penals) | Mèxic           | Brasil       | 4–0                  | Uruguai       |
| 1979 detalls | Japó                          | Argentina   | 3–1                  | URSS            | Uruguai      | 1–1 (5-3 als penals) | Polònia       |
| 1981 detalls | Austràlia                     | RD Alemanya | 4–0                  | Qatar           | Romania      | 1–0                  | Anglaterra    |
| 1983 detalls | Mèxic                         | Brasil      | 1–0                  | Argentina       | Polònia      | 2–1 (pròrroga)       | Corea del Sud |
| 1985 detalls | Unió Soviètica                | Brasil      | 1–0 (pròrroga)       | Espanya         | Nigèria      | 0–0 (3-1 als penals) | URSS          |
| 1987 detalls | Xile                          | Iugoslàvia  | 1–1 (5-4 als penals) | RD Alemanya     | RF Alemanya  | 2–2 (3-1 als penals) | Xile          |
| 1989 detalls | Aràbia Saudita                | Portugal    | 2–0                  | Nigèria         | Brasil       | 2–0                  | Estats Units  |
| 1991 detalls | Portugal                      | Portugal    | 0–0 (4-2 als penals) | Brasil          | URSS         | 1–1 (5-4 als penals) | Austràlia     |
| 1993 detalls | Austràlia                     | Brasil      | 2–1                  | Ghana           | Anglaterra   | 2–1                  | Austràlia     |
| 1995 detalls | Qatar (originalment, Nigèria) | Argentina   | 2–0                  | Brasil          | Portugal     | 3–2                  | Espanya       |
| 1997 detalls | Malàisia                      | Argentina   | 2–1                  | Uruguai         | Rep. Irlanda | 2–1                  | Ghana         |
| 1999 detalls | Nigèria                       | Espanya     | 4–0                  | Japó            | Mali         | 1–0                  | Uruguai       |
| 2001 detalls | Argentina                     | Argentina   | 3–0                  | Ghana           | Egipte       | 1–0                  | Paraguai      |
| 2003 detalls | Emirats Àrabs Units           | Brasil      | 1–0                  | Espanya         | Colòmbia     | 2–1                  | Argentina     |
| 2005 detalls | Països Baixos                 | Argentina   | 2–1                  | Nigèria         | Brasil       | 2–1                  | Marroc        |
| 2007 detalls | Canadà                        | Argentina   | 2–1                  | República Txeca | Xile         | 1–0                  | Àustria       |
| 2009 detalls | Egipte                        | Ghana       | 0-0 (4-3 als penals) | Brasil          | Hongria      | 1-1 (2-0 als penals) | Costa Rica    |
| 2011 detalls | Colòmbia                      | Brasil      | 3-2 (pròrroga)       | Portugal        | Mèxic        | 3–1                  | França        |
| 2013 detalls | Turquia                       | França      | 0-0 (4-1 als penals) | Uruguai         | Ghana        | 3-0                  | Iraq          |
| 2015 detalls | Nova Zelanda                  | Sèrbia      | 2-1                  | Brasil          | Mali         | 3-1                  | Senegal       |
| 2017 detalls | Corea del Sud                 | Anglaterra  | 1-0                  | Veneçuela       | Itàlia       | 0-0 (4-1 als penals) | Uruguai       |
| 2019 detalls | Polònia                       | Ucraïna     | 3-1                  | Corea del Sud   | Equador      | 1-0                  | Itàlia        |
| 2023 detalls | Argentina                     | Uruguai     | 1-0                  | Itàlia          | Israel       | 3-1                  | Corea del Sud |

### Palmarès per països
| Selecció             | Títols                                  | Subcampió                  | 3r lloc              | 4t lloc        |
| -------------------- | --------------------------------------- | -------------------------- | -------------------- | -------------- |
| Argentina            | 6 (1979, 1995, 1997, 2001*, 2005, 2007) | 1 (1983)                   | —                    | 1 (2003)       |
| Brasil               | 5 (1983, 1985, 1993, 2003, 2011)        | 4 (1991, 1995, 2009, 2015) | 3 (1977, 1989, 2005) | —              |
| Portugal             | 2 (1989, 1991*)                         | 1 (2011)                   | 1 (1995)             | —              |
| URSS                 | 1 (1977)                                | 1 (1979)                   | 1 (1991)             | 1 (1985*)      |
| Alemanya#            | 1 (1981)                                | 1 (1987)                   | —                    | —              |
| Iugoslàvia           | 1 (1987)                                | —                          | —                    | —              |
| Espanya              | 1 (1999)                                | 2 (1985, 2003)             | —                    | 1 (1995)       |
| Ghana                | 1 (2009)                                | 2 (1993, 2001)             | 1 (2013)             | 1 (1997)       |
| França               | 1 (2013)                                | —                          | —                    | 1 (2011)       |
| Sèrbia               | 1 (2015)                                |                            |                      | —              |
| Anglaterra           | 1 (2017)                                | —                          | 1 (1993)             | 1 (1981)       |
| Ucraïna              | 1 (2019)                                |                            |                      | —              |
| Nigèria              | —                                       | 2 (1989, 2005)             | 1 (1985)             | —              |
| Uruguai              | —                                       | 1 (1997)                   | 1 (1979)             | 2 (1977, 1999) |
| Mèxic                | —                                       | 1 (1977)                   | 1 (2011)             | —              |
| República Txeca      | —                                       | 1 (2007)                   | —                    | —              |
| Japó                 | —                                       | 1 (1999)                   | —                    | —              |
| Qatar                | —                                       | 1 (1981)                   | —                    | —              |
| Xile                 | —                                       | —                          | 1 (2007)             | 1 (1987*)      |
| Polònia              | —                                       | —                          | 1 (1983)             | 1 (1979)       |
| Colòmbia             | —                                       | —                          | 1 (2003)             | —              |
| Alemanya Democràtica | —                                       | —                          | 1 (1987)             | —              |
| Egipte               | —                                       | —                          | 1 (2001)             | —              |
| Hongria              | —                                       | —                          | 1 (2009)             | —              |
| República d'Irlanda  | —                                       | —                          | 1 (1997)             | —              |
| Mali                 | —                                       | —                          | 1 (1999)             | —              |
| Romania              | —                                       | —                          | 1 (1981)             | —              |
| Austràlia            | —                                       | —                          | —                    | 2 (1991, 1993) |
| Costa Rica           | —                                       | —                          | —                    | 1 (2009)       |
| Àustria              | —                                       | —                          | —                    | 1 (2007)       |
| Corea del Sud        | —                                       | —                          | —                    | 1 (1983)       |
| Marroc               | —                                       | —                          | —                    | 1 (2005)       |
| Paraguai             | —                                       | —                          | —                    | 1 (2001)       |
| Estats Units         | —                                       | —                          | —                    | 1 (1989)       |

* = amfitrió
# = inclou  Alemanya Federal